# Impasto

Zátiší: Váza s růžemi, olej na plátně, Vincent van Gogh, 1890, technika impasto

Impasto je malířská technika, kdy se barva nanáší na plochu ve velmi silných vrstvách, obvykle dostatečně silných, aby byly viditelné tahy štětcem nebo malířskou špachtlí. Barvu lze také míchat přímo na plátně. Po zaschnutí poskytuje impasto obrazu texturu; barva vypadá, že vystupuje přímo z plátna. Termín impasto je italského původu; v italštině znamená „těsto“ nebo „směs“; sloveso „impastare“ pak znamená „hníst“ nebo „vložit“.

## Užití
Pro tuto techniku se tradičně používají olejové barvy, které jsou vhodné pro svou hustou konzistenci a dlouhou dobu schnutí. Akrylovou barvu lze také použít pro impasto techniku po přidání těžkých akrylových gelů. Tato technika se obecně nepoužívá v akvarelech nebo při malování temperou. Umělec, který pracuje s pastelem, může vytvořit omezený impasto efekt silným přitlačením měkkého pastelu na podklad.

## Účel
Technika impasto slouží několika účelům. Za prvé způsobí, že se světlo odráží určitým způsobem, což dává umělci další kontrolu nad hrou světla na obraze. Za druhé, může přidat malbě expresivitu a divák vidí, jakou techniku a způsob zpracování umělec použil. Za třetí, impasto může posunout práci z dvojrozměrného zobrazení do trojrozměrného až sochařského ztvárnění. První cíl původně hledali umělci jako Rembrandt, Tizian a Vermeer, kteří tak zdůrazňovali záhyby oděvů nebo lesk šperků. Mnohem později francouzští impresionisté pokrývali celá plátna bohatými impasto texturami. Vincent van Gogh impasto často používal pro zdůraznění estetiky a zesílení výrazu. Rovněž jej rozsáhle využívali abstraktní expresionisté jako Hans Hofmann a Willem de Kooning, motivovaní zčásti touhou dramaticky zvýšit působení samotné malby. Frank Auerbach používal na své obrazy tak silný nános barvy, že některá jeho díla se stala téměř trojrozměrnými.
Impasto dává malbě texturu, čímž se dílo odlišuje od plochých či kombinovaných stylů malby.

## Ukázka prací
Techniku impasto používalo mnoho známých umělců: například Rembrandt van Rijn, Diego Velázquez, Vincent van Gogh, Jackson Pollock nebo Willem de Kooning.

Ukázka obrazů vytvořených technikou impasto
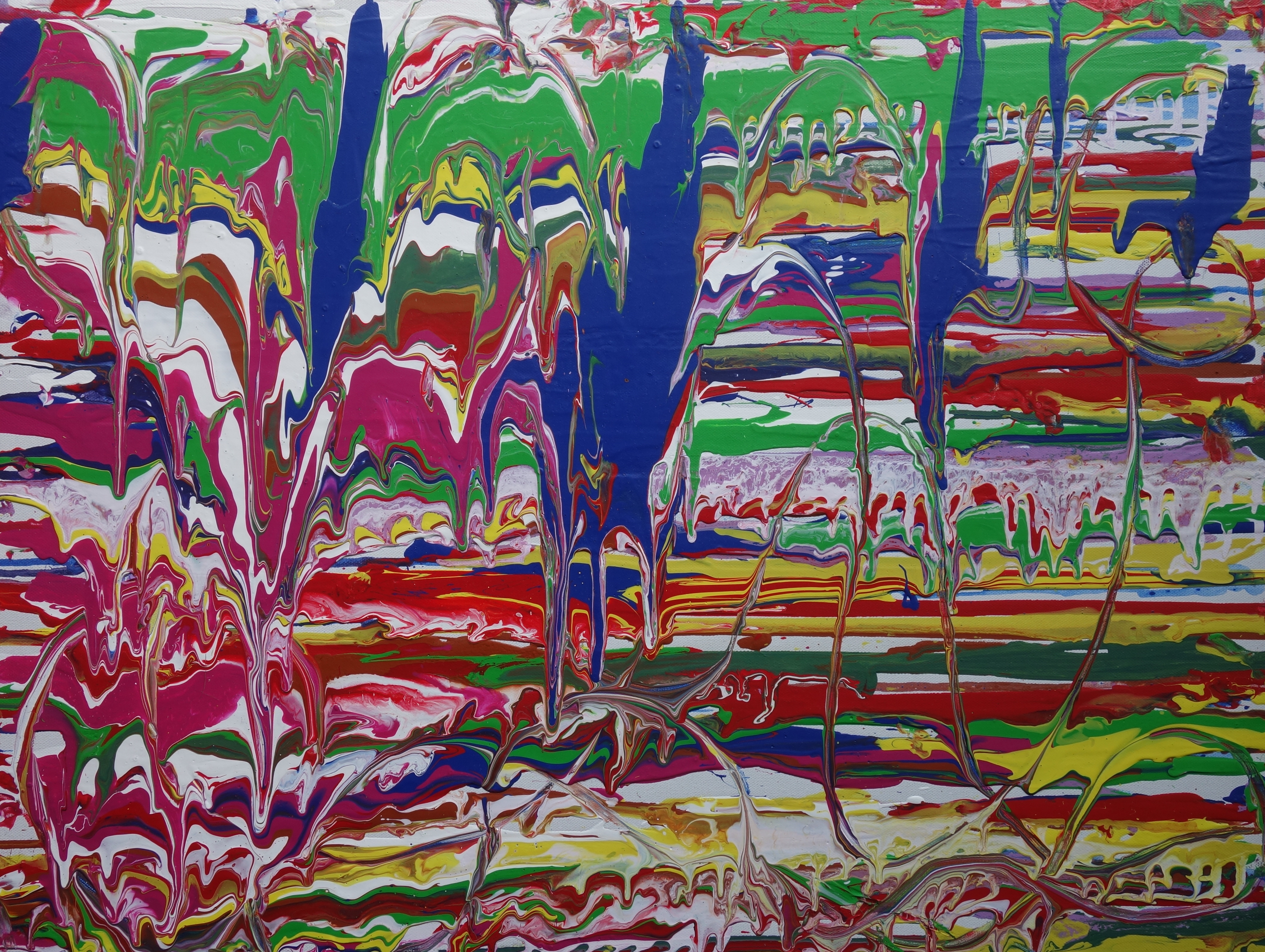
Ukázka použití techniky impasto v akrylu
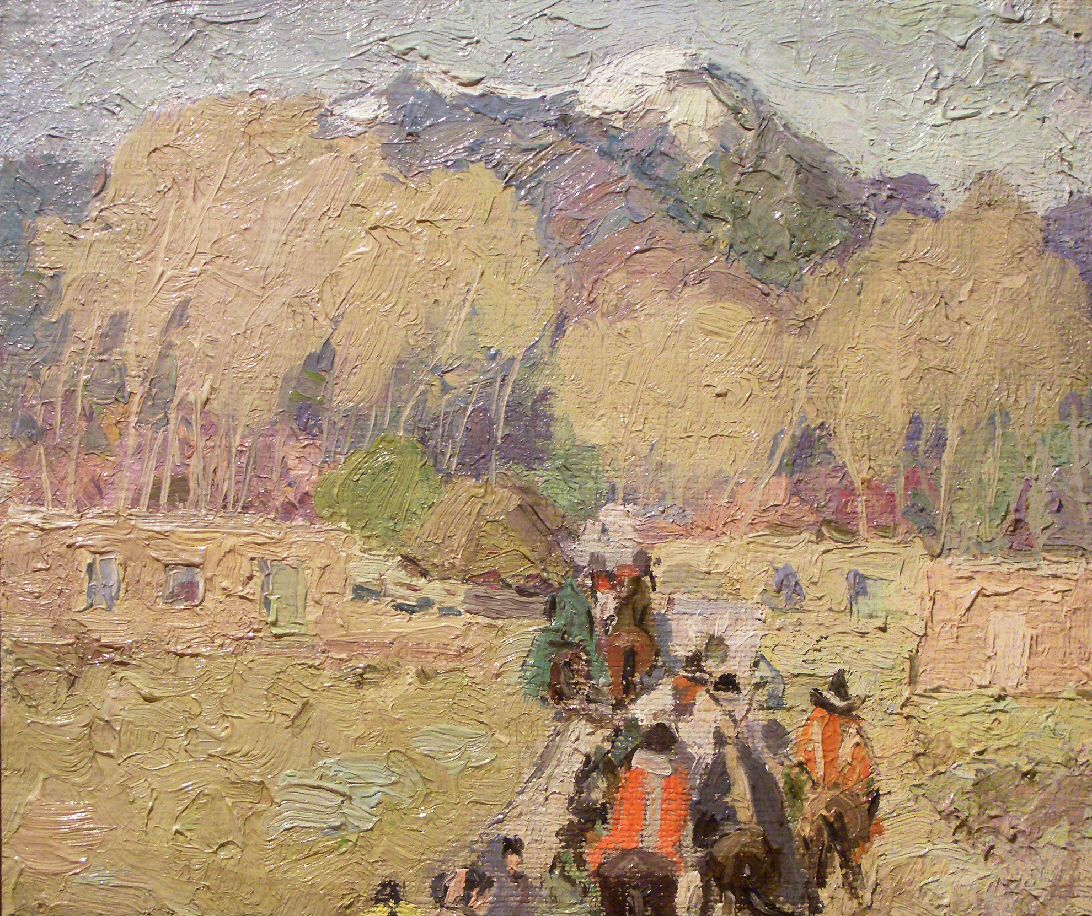
Hora Taos, Cesta domů, Cordelia Wilson (1920)
Hvězdná noc, Vincent van Gogh (1889). Impasto technika a struktura linií vytváří v divákovi dojem pohybující se oblohy.[3]
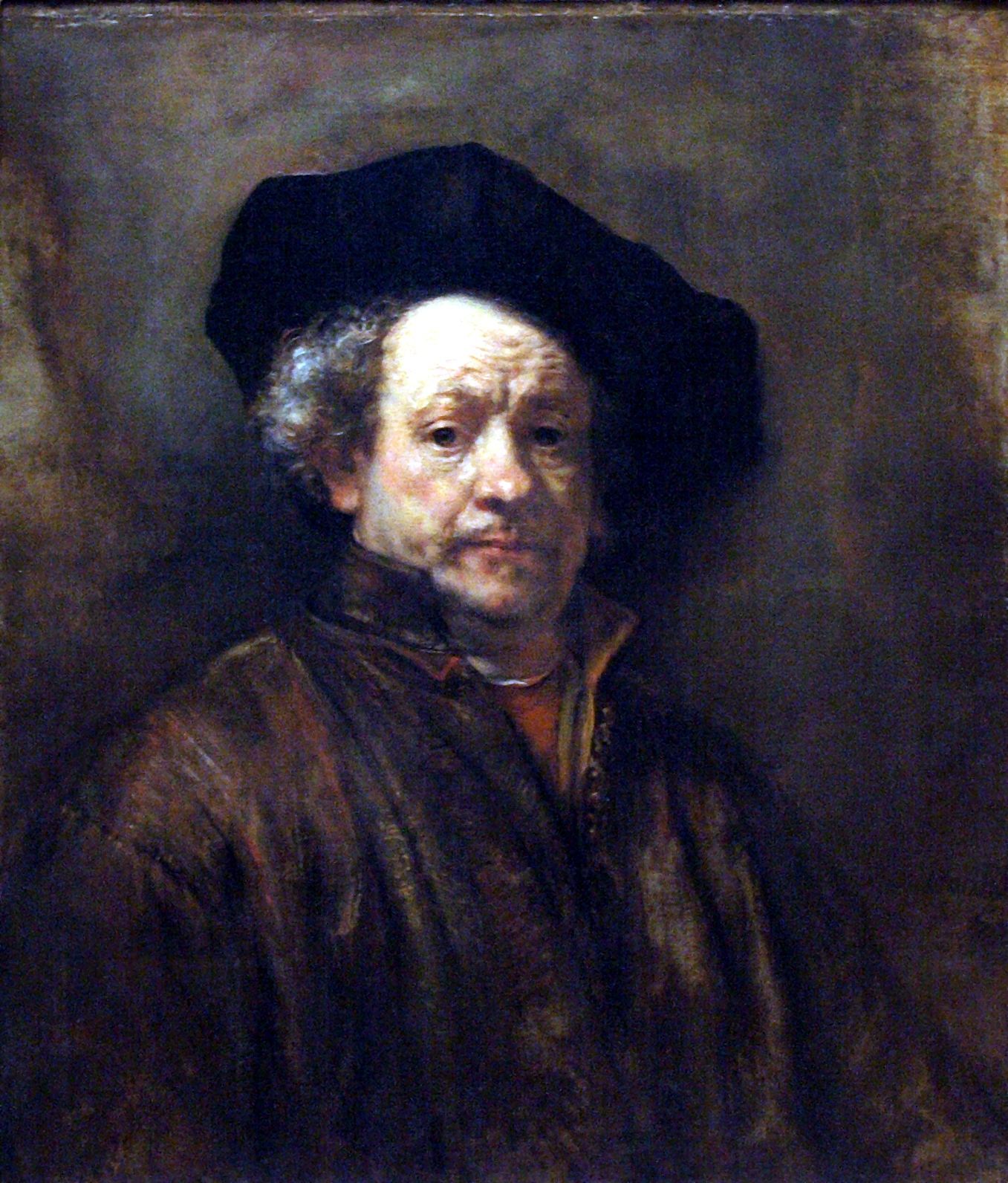
Autoportrét, Rembrandt van Rijn (1660). Rembrandtovo použití impasta bylo inspirováno Tizianem a ukázalo novou metodu vytvoření iluze.